# Min (Dingxi)
Der Kreis Min (岷县; Pinyin: Mín Xiàn) ist ein Kreis in der chinesischen Provinz Gansu. Er gehört zum Verwaltungsgebiet der bezirksfreien Stadt Dingxi. Er hat eine Fläche von 3.599 Quadratkilometern und zählt 462.100 Einwohner (Stand: Ende 2018).